# Alcools (Apollinaire)
Pour les articles homonymes, voir Alcool.
Alcools est un recueil de poèmes de Guillaume Apollinaire, paru en 1913 et considéré, lors de sa publication, comme le manifeste de la poésie moderne, proche du cubisme et précurseur du surréalisme.

## Préparation et publication
Premier ouvrage consistant d'Apollinaire, Alcools paraît en avril 1913, tiré à 567 exemplaires sur les presses du Mercure de France, avec une cinquantaine de poèmes et, en frontispice, un portrait cubiste d’Apollinaire par son ami Pablo Picasso.
Le recueil a connu une lente gestation : il rassemble une série de textes inédits et un choix de poèmes composés entre 1898 et 1912 (soit entre les 18 ans d'Apollinaire et ses 32 ans). Il intègre des fragments d'un projet de recueil intitulé Le Vent du Rhin, qu'Apollinaire a abandonné pour se consacrer à un ouvrage plus ample, au sein duquel il réservera cependant une section intitulée Rhénanes à neuf poèmes inspirés par son séjour en Allemagne (1901-1902). L'ouvrage, dont de nombreuses pièces ont été profondément remaniées, est prêt à l'été 1912, mais en corrigeant les premières épreuves à l'automne, Apollinaire décide d'abandonner le titre Eau de Vie pour Alcools. Il y insère également deux nouveaux poèmes : Zone et Chantre. L'achevé d'imprimer est du 20 avril 1913.
Apollinaire ne s'est pas contenté d'assembler des poèmes de jeunesse et des œuvres plus récentes. Il a travaillé soigneusement aussi bien le corps des textes (n'hésitant pas à pratiquer des transplants d'un texte à l'autre)  que l'agencement général du recueil, dont l'apparence hétéroclite cache une véritable réflexion éditoriale.

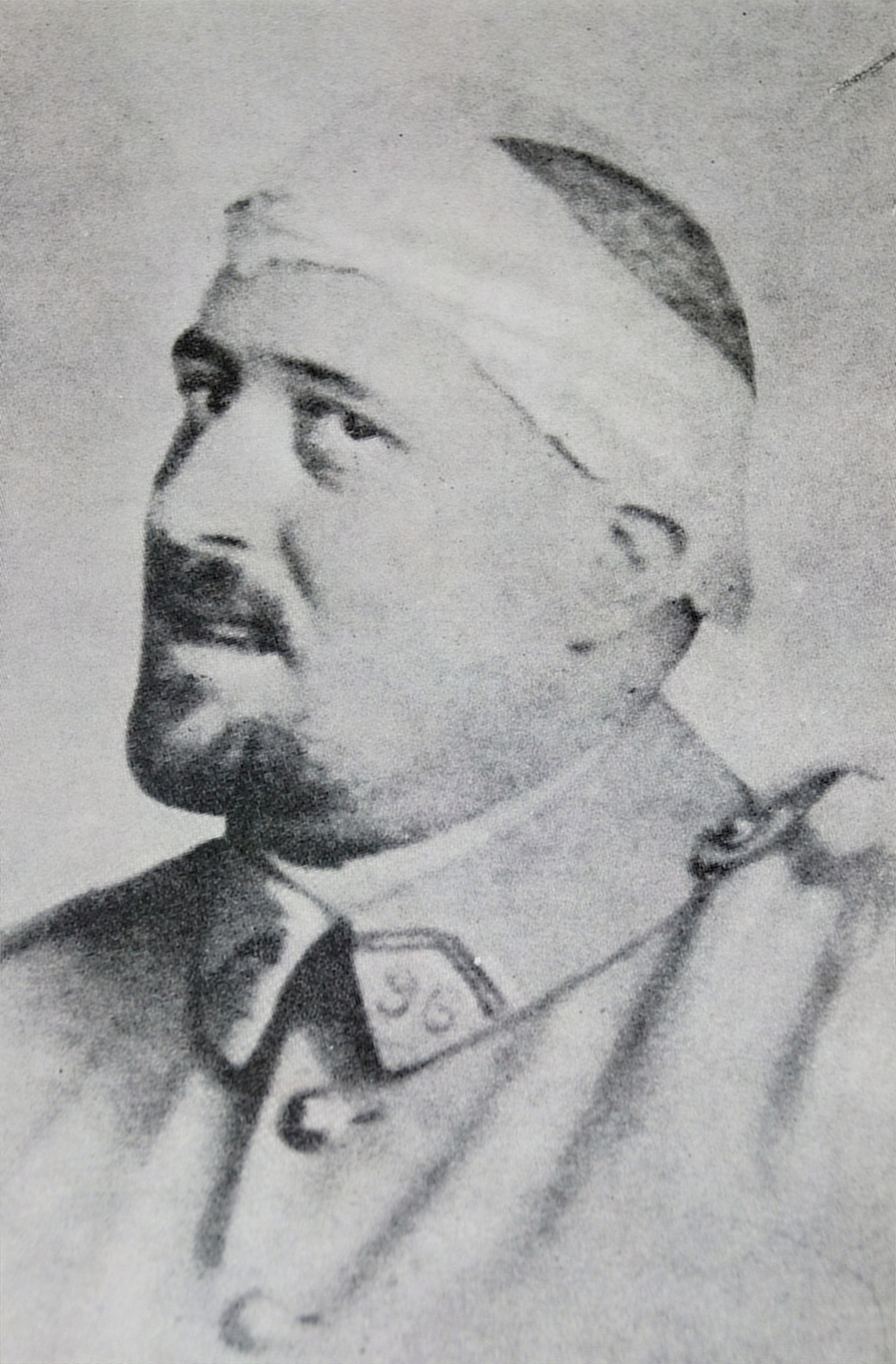
Photographie de Guillaume Apollinaire soldat au printemps 1916 après sa blessure à la tempe.

« ... c’est une sorte de marqueterie. C’est-à-dire qu'il va faire un poème, il va prendre quelques vers, il va déplacer les vers pour les mettre ailleurs dans un autre poème, donc les vers vont être totalement transplantés, dépaysés si je puis dire. Il va prendre des bouts comme ça qui viennent soit des vers soit de la prose et il remet des choses à sa manière. Par exemple dans Alcools, La Maison des Morts a d’abord été écrit comme un conte en prose et ensuite il l’a découpé en forme de vers. »

— Laurence Campa, Comment Alcools a bouleversé la poésie. France Culture, 20 juin 2022.

## Thèmes et style
Du point de vue thématique, les poèmes d'Alcools puisent abondamment dans la biographie de Guillaume Apollinaire : ses amours malheureuses (Annie Playden, Marie Laurencin) ; sa jeunesse (Stavelot) ; ses voyages (en Allemagne et en Europe de l'est) ; ses déboires judiciaires (son séjour à la prison de la Santé). L'auteur fait aussi une large place à l'angoisse métaphysique, à la nostalgie, et surtout à la modernité.
Avec son alternance de poèmes élégiaques, de pièces fantaisistes ou humoristiques, de pièces développés et de poèmes très courts (Chantre : un seul vers), Alcools présente de prime abord, du point de vue du style, un aspect volontairement hétéroclite, reflétant à la fois l'évolution du poète sur la durée, mais également sa culture éclectique ainsi que son goût pour la provocation, le pittoresque et, parfois, le scabreux. Mais l'agencement du recueil, soigneusement pensé, avec Zone en exergue et Vendémiaire en clôture, le cycle des Rhénanes et de La Santé, confère à l'ensemble une structure qui compense en partie son aspect bigarré. 
Concernant la technique poétique, Apollinaire a recours aussi bien aux vers et aux agencements classiques qu'aux vers libres sans mètre régulier, rime ou strophe. Il procède souvent par collages et crée, à l'intérieur d'un même poème, un effet de patchwork.
L'absence totale de ponctuation sur l'ensemble du recueil, adoptée in extremis par Apollinaire lors de la correction des épreuves, a fait couler beaucoup d'encre, notamment pour retracer l'antériorité de cette innovation. Au-delà de cette controverse, Apollinaire justifie ainsi cette décision radicale et très remarquée « Pour ce qui concerne la ponctuation je ne l'ai supprimée que parce qu'elle m'a paru inutile et elle l'est en effet ; le rythme même et la coupe des vers voilà la véritable ponctuation et il n'en est pas besoin d'une autre ».
Le style du volume (intrusion de la modernité, vers libres, absence de ponctuation, discordances) a été rapproché de l'esthétique cubiste :

« Ça a à peu près le même effet que quand, à la même époque, on voit un tableau cubiste pour la première fois ; c’est-à-dire un tableau où il n’y a pas la perspective linéaire mais on voit une situation, un personnage, un paysage dans toutes ses dimensions en même temps. Et du coup forcément votre œil n’a plus de repère. Quand vous supprimez la ponctuation au bout d’un moment votre œil n’a plus de repère non plus et il est obligé de se créer ses propres repères. Ça a beaucoup désarçonné les gens de l’époque et, après lui, on va commencer à écrire sans ponctuation et ça nous semble normal, en tout cas pour la poésie. »

— Laurence Campa, Comment Alcools a bouleversé la poésie. France Culture.

## Controverse
Dans les années qui ont suivi la publication d'Alcools, et surtout après la mort de Guillaume Apollinaire, une controverse a émergé à propos des nombreuses correspondances et similitudes entre le poème Zone, qui ouvre le recueil, et Les Pâques à New York de Blaise Cendrars, que le jeune poète, grand admirateur d'Apollinaire, lui avait adressé en novembre 1912, peu après sa publication. La reconstitution de la chronologie, l'analyse textuelle de la genèse des deux poèmes, les recherches sur la correspondance et les notes de leurs auteurs respectifs semblent aujourd'hui indiquer qu'Apollinaire a bien été inspiré, involontairement ou non, par les Pâques pour la version finale de Zone, notamment pour ce qui concerne l'absence totale de ponctuation qu'Apollinaire (qui l'a  pratiquée dès 1912 avec Vendémiaire) applique in extremis à Zone et étend à l'ensemble des poèmes d'Alcools. Une dette dont Cendrars, conscient de sa contribution mais inhibé par l'admiration, attendra en vain la reconnaissance et qu'Apollinaire s'ingéniera toujours à éluder.

## Accueil critique
Dans le milieu littéraire français, au sein duquel Apollinaire fait alors figure, selon les points de vue, de provocateur ou de chef de file du courant moderniste, la parution d'Alcools a un grand retentissement. L'ouvrage, remarqué en Allemagne et en Italie, fut également mentionné par Ezra Pound.
À l'instar de Georges Duhamel, (qui épargne cependant la suite À la Santé), les critiques reprochent au recueil son caractère hétéroclite, certaines négligences linguistiques ainsi que des provocations faciles comme l’absence de ponctuation. Pour ceux-là, prévenus contre le promoteur du Cubisme et déroutés par l'esthétique de la surprise, l'ouvrage s'apparente à un « kaléidoscope » ou à une « boutique de brocanteur ». Les plus virulents évoquent les origines cosmopolites de l'auteur ou s'inspirent du titre du recueil pour parler d'ivrognerie.

« ... il est venu échouer dans ce taudis une foule d'objets hétéroclites dont certains ont de la valeur, mais dont aucun n'est le produit de l'industrie du marchand même. C'est bien là une des caractéristiques de la brocante : elle revend ; elle ne fabrique pas. Elle revend d'ailleurs parfois de curieuses choses ; il se peut qu'on trouve, dans ses étalages crasseux, une pierre de prix montée sur un clou. Tout cela vient de loin ; mais la pierre est agréable à  voir. Pour le reste, c'est un assemblage de faux tableaux, de vêtement exotiques et rapiécés, d'accessoires pour bicyclettes et d'instruments d'hygiène privée. Une truculente et éblouissante variété tient lieu d'art, dans l'assemblage des objets. c'est à peine si par les trous d'une chasuble miteuse, on aperçoit le regard ironique et candide du marchand, qui tient à la fois du juif levantin, de l'Américain du Sud, du gentilhomme polonais et du facchino. »

— Georges Duhamel, Le Mercure de France, n°384, 15 juin 1913.
Les défenseurs du recueil louent au contraire « son charme bigarré, son érudition singulière, son lyrisme neuf et le puissant sortilège de ses images ».
Sur la durée, les admirateurs  (Paul Léautaud, Max Jacob, Blaise Cendrars, Pierre Reverdy, Francis Carco, Jean Royére, les Surréalistes et l’École de Rochefort) auront gain de cause. Les poèmes d'Alcools, devenu le manifeste de la poésie moderne, seront mis en musique par Arthur Honnegger et Francis Poulenc. Ils sont chantés par Léo Ferré et Yves Montand. Ils sont désormais enseignés à l'école et étudiés à l'université.

## Plan de l'ouvrage
- Zone
- Le Pont Mirabeau
- La Chanson du Mal-Aimé
- Les Colchiques
- Palais
- Chantre (inédit)
- Crépuscule
- Annie
- La Maison Des Morts
- Clotilde
- Cortège
- Marizibill
- Le Voyageur
- Marie
- La Blanche Neige (inédit)
- Poème lu Au Mariage d’André Salmon
- L’Adieu
- Salomé
- La Porte
- Merlin et la Vieille Femme
- Saltimbanques
- Le Larron
- Le Vent nocturne
- Lul de Faltenin
- La Tzigane
- L’Ermite
- Automne
- L’émigrant de Landor Road
- Rosemonde
- Le Brasier
- Rhénanes
  - Nuit rhénane
  - Mai
  - La Synagogue
  - Les Cloches
  - La Loreley
  - Schinderhannes
  - Rhénane d’automne
  - Les Sapins
  - Les Femmes
- Signe
- Un Soir (inédit)
- La Dame
- Les Fiançailles
- Clair de Lune
- 1909 (inédit)
- À La Santé (inédit)
  - I
  - II
  - III
  - IV
  - V
  - VI
- Automne malade (inédit)
- Hôtels (inédit)
- Cors de Chasse
- Vendémiaire

## Postérité
Le recueil a été placé en 17e place dans le classement des cent livres du XXe siècle par le journal Le Monde en 1999.